# Energy
「energy」（エナジー）は、日本のボーカルダンスユニット・M!LKの通算11枚目となるシングル。
2021年3月24日にSDRから発売された。

## 収録曲

### CD
1. energy [2:40]
作詞・作曲・編曲：さなり
2. 行けたら行くよ [3:32]
作詞・作曲・編曲：マハラージャン
  - 初回限定盤のみ
3. 何処へ [4:03]
作詞・作曲・編曲：KOBASOLO
  - 通常盤のみ
4. 君とスクロール [4:00]
作詞・作曲：sumeshiii a.k.a.バーチャルお寿司
  - FC限定盤のみ

### DVD
1. MV、アートワーク制作メイキング
  - 初回限定盤のみ
2. 撮り下ろしコンテンツ
  - FC限定盤のみ